# César Ortiz
César Ortiz Puentenueva (Toledo, 30 gennaio 1989) è un ex calciatore spagnolo, di ruolo difensore.

## Caratteristiche tecniche
È un difensore centrale.

## Carriera
È cresciuto nelle giovanili dell'Atlético Madrid.